# Torneo de Queen's Club 2005
El Torneo de Queen's Club de 2005 es la edición trigésimo cuarta de este campeonato. El torneo tubo lugar en el Queen's Club en Londres, Reino Unido, desde el 6 de junio hasta el 12 de junio, de 2005. El torneo es un evento correspondiente al ATP International Series. 

## Campeones

### Individual
Andy Roddick vence a  Ivo Karlović 7–6(7), 7–6(4)
- Este fue el tercer título de Roddick de la temporada y el vigésimo de su carrera

### Dobles
Bob Bryan /  Mike Bryan vencen a  Jonas Björkman /  Max Mirnyi 6–7(4),7–6 (2), 7–6(4)
- Este fue el segundo título de Bob Bryan y Mike Bryan en la temporada y el vigésimo tercero y vigésimo quinto de sus carreras respectivamente.